# طحال‌برداری
طحال‌برداری یا اسپلنکتومی (به انگلیسی: Splenectomy) نوعی عمل برداشتن طحال به کمک جراحی می‌باشد.

## دلایل
شایعترین دلیل طحال‌برداری اورژانس، تروما به طحال می‌باشد که اغلب جهت درمان خونریزی صورت می‌گیرد. شایعترین اندیکاسیون اسپلنکتومی غیراورژانس ترومبوسیتوپنی (ITP) می‌باشد. طحال‌برداری در لوسمی، تشخیص مرحله لنفوم، میلوم مولتیپل، (CEP)، کمبود مادرزادی پیروات کیناز، پارگی خودبخودی طحال، انتشار سرطان معده به طحال و آنمیهای ناشی از هایپراسپلنیسم نیز انجام می‌گیرد.
بسیار مهم است که بعد از عمل طحال برداری، بیمار علیه باکتری های استرپتوکوک پنومونیه، هموفیلوس آنفلوانزا نوع B، و مننگوکوک واکسینه شود.

## روش
- این کار با بیهوشی عمومی و به همراه لاپاراسکوپی باز انجام می‌شود.

## پوزیشن
- بهترین حالت برای بیمار، پوزیشن ترندلنبرگ معکوس می‌باشد.[۱]